# Зорька китайская
Зорька китайская (лат. Anthocharis scolymus) — дневная бабочка из семейства белянок (Pieridae).

## Описание
Длина переднего крыла 17—21 мм. Размах крыльев 40—45 мм. Бабочки из Приморья отличаются от японских более мелкими размерами. Вершинная часть передних крыльев сильно вытянута и заострена. Основной фон крыльев белый. У вершины передних крыльев у самцов имеется небольшое оранжевое пятно, окантованное чёрным ободком. Нижняя сторона крыльев несет на себе мраморный рисунок из буроватых и зеленых полей на белом фоне.

## Ареал и местообитание
Обитает в Южном Приморье (к северу по долине реки Уссури до Хабаровска), Китае, Корее, Японии. Населяет опушки лесов, просеки, поляны широколиственных лесов, сухие низкотравные луга, долинные луга в широколиственных и смешанных лесах, пустыри вблизи населённых пунктов, приморские луга.

## Биология
Время лёта бабочек в Приморье, где развивается только одно поколение припадает на май—июнь. В Корее за год развивается 2 поколения, лёт бабочек второго поколения отмечается в августе.

## Жизненный цикл
Яйцо овальное, белого цвета, позже — оранжевого. Откладываются самкой по одному на цветоножки и стручки. Из растений семейства крестоцветных китайская зорьки отдает предпочтение крупке дубравной. Молодые гусеницы охристого цвета с черной головой. Гусеница с многочисленными черными точках и короткими полосками, с белой линией у дыхалец. Питается семенами в стручках, почками и стеблями. Куколка коричневая с длинным выростом на головном конце.